# Cruzzini (rivière)
Pour l’article homonyme, voir Cruzini pour la piève.
Le Cruzzini (prononcer [kʁudzini] ; en corse Cruzinu) est une petite rivière française qui coule dans le département de la Corse-du-Sud, en région Corse, et conflue en rive gauche dans le fleuve côtier le Liamone.

## Géographie
La longueur de son cours d'eau est de 27,7 km. Le Cruzzini naît, à l'altitude 1 907 m, entre la pointe Muratello (2 141 m) et la pointe de Casa (2 116 m), à 300 mètres au nord de la Pointe Migliarello (2 254 m) et à deux kilomètres à l'ouest du Monte d'Oro (2 389 m), et à l'ouest du col Bocca d'Oreccia (1 427 m) et du fameux GR20, au-dessus de la forêt de Gattica.
Sa confluence avec la Liamone, en rive gauche, s'effectue sur la commune de Lopigna, à la limite avec Rosazia, à l'altitude 52 mètres, juste au-dessus du pont de Truja.

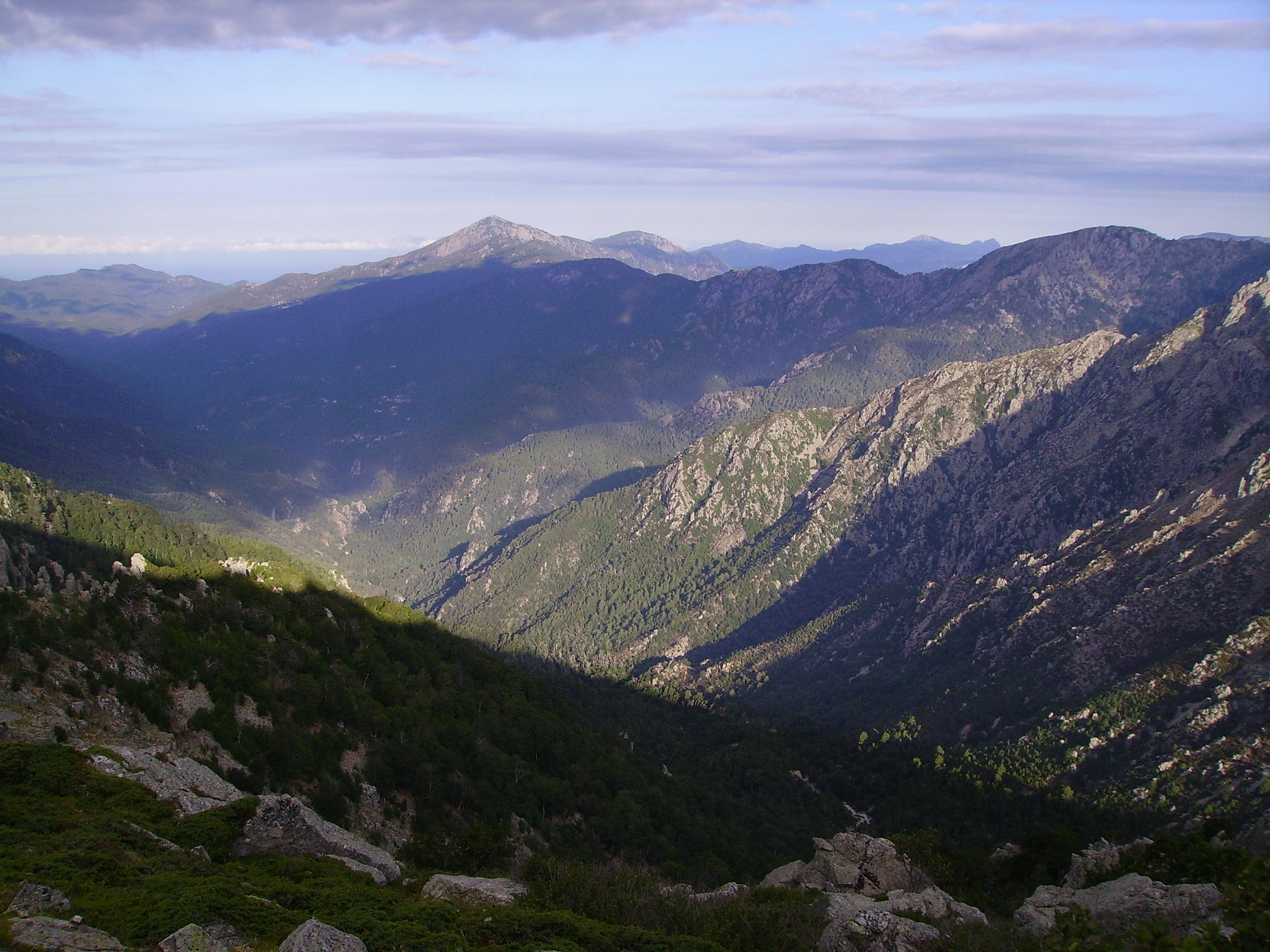
La vallée du Cruzzini depuis le GR 20.
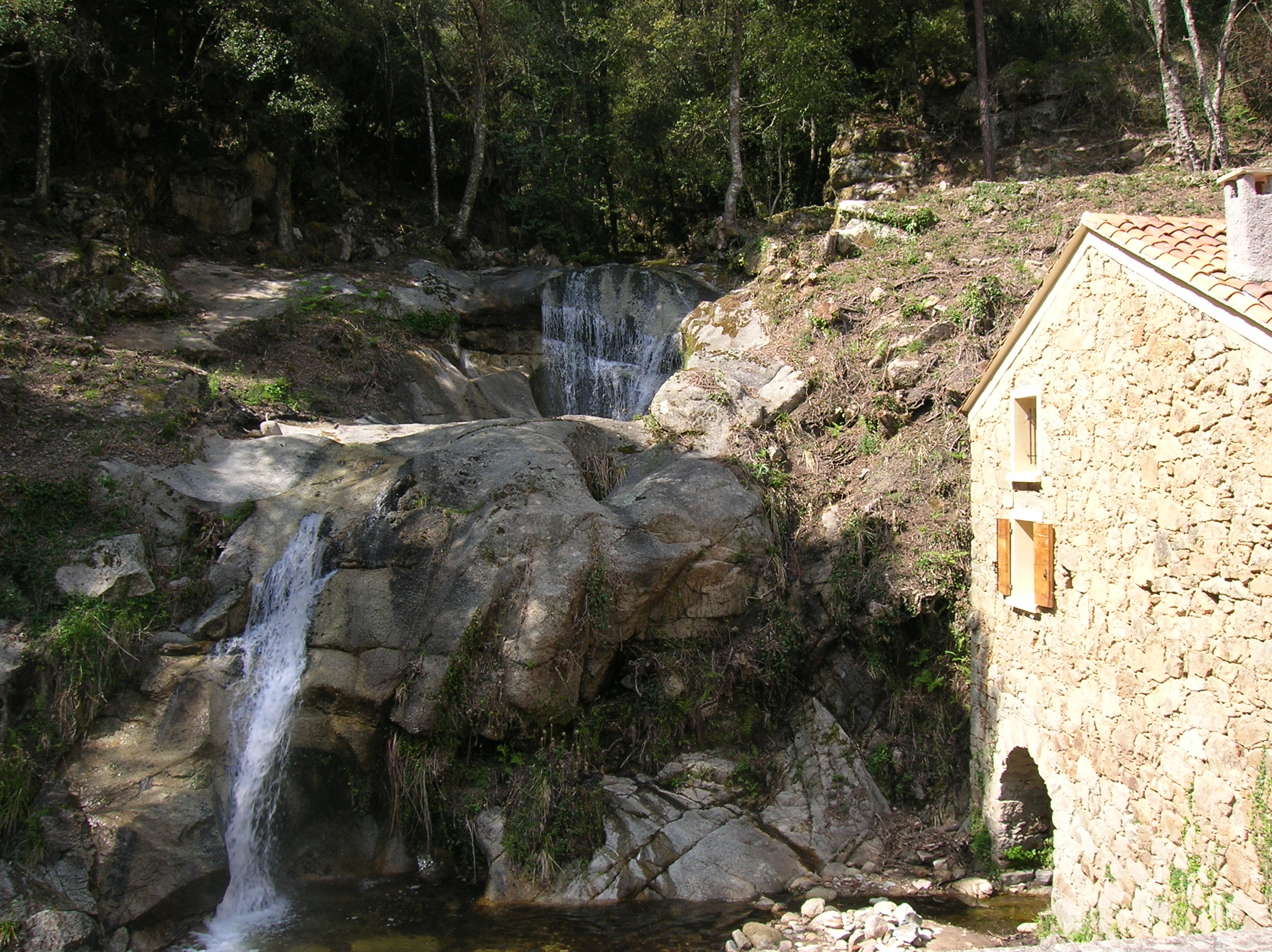
Le moulin de Rezza sur le Cruzzini.

### Communes et cantons traversés
Situé entièrement dans le département de la Corse-du-Sud, le Cruzzini traverse six communes dans le sens amont vers aval : Pastricciola (source), Rezza, Azzana, Salice, Rosazia et Lopigna (confluence).
Le Cruzzini prend sa source et conflue sur le même canton de Cruzini-Cinarca, dans l'arrondissement d'Ajaccio.

### Bassin versant
Le bassin versant « le Cruzzini » (Y811) est de 128 km2. Ce bassin versant est constitué à 98.4 % de « Forêts et milieux semi-naturels » et à 1,70 % de « territoires agricoles ». 

### Organisme gestionnaire
L'organisme gestionnaire est le Comité de bassin de Corse, depuis la loi corse du 22 janvier 2002.

## Affluents
Le Cruzzini a vingt-quatre ruisseaux affluents référencés :
- -----   le ruisseau de Cadetta (rd[note 1]), 2,1 km, entièrement sur Pastricciola.
- -----   le ruisseau de Lagniato ou ruisseau de Largiola (rd), 4,7 km, entièrement sur Pastricciola, avec la grotte Bartholemeo - juste après la confluence - avec un affluent selon Géoportail :
  - le ruisseau de Vicomalo (rd) sur Pastricciola[3].
- -----   le ruisseau de Canale (rd), 3,2 km, entièrement sur Pastricciola.
- le ruisseau de Chiovone (rg), 2,9 km, entièrement sur Pastricciola.
- le ruisseau de Confortu (rg), 2,7 km, sur Pastricciola et Bocognano.
- -----   le ruisseau de Castagnetta (rd), 4 km, entièrement sur Pastricciola.
- -----   le ruisseau de Campotellu (rd), 3,8 km, entièrement sur Pastricciola.
- -----   le ruisseau de Cava (rd), 3 km, sur Pastricciola et Rezza.
- le ruisseau de Niellone (rg), 1,7 km, entièrement sur Rezza.
- -----   le ruisseau de Mitili (rd), 4,5 km, entièrement sur Rezza.
- -----   le ruisseau de Tassu (rd), 3,4 km, sur Azzana et Rezza.
- le ruisseau de l'Umbriccia (rg) 3,4 km, entièrement sur Rezza avec un affluent :
  - le ruisseau de Canale (rg) 1,4 km, sur la seule commune de Rezza prenant source au nord de la Sarra d'Aramina entre la Punta Grossa (1 051 m) et la Bocca Magina (1 153 m)
- -----   le ruisseau d'Azzana (rd), 3,6 km, entièrement sur Azzana prenant naissance au sud du mont Tretorre.
- le ruisseau de Capannella (rg) 3,4 km, entièrement sur Azzana avec deux affluents :
  - le ruisseau de l'Umbutone (rg) 1,2 km sur la seule commune d'Azzana.
  - le ruisseau de Casaroggia (rd) 2 km sur la seule commune d'Azzana.
- -----   le ruisseau de Melu (rd) 4,4 km, entièrement sur Salice, avec le lieu-dit Piscia de l'Ancone, avec un affluent :
  - le ruisseau de Crocce (rd) 3 km sur la seule commune de Salice et traversant le village de Salice.
- le ruisseau de Tartavellu (rg) 3,8 km, entièrement sur Salice, prenant source à la Bocca di Tartavellu (885 m) avec deux affluents :
  - le ruisseau de Cocciolu (rg) 1,3 km sur la seule commune de Salice prenant source à la Punta Finosa (770 m)
  - le ruisseau de Fontanelle (rd) 3,9 km sur la seule commune de Salice et prenant source à la Punta Falconaja (967 m)
- -----   le ruisseau d'Erbaju (rd), 2,6 km, entièrement sur Salice.
- le ruisseau de Pisale (rg), 1,4 km, sur Lopigna et Salice.
- le ruisseau de Fonda ou ruisseau de Cruica (rg) 4,4 km, entièrement sur Lopigna, prenant source à la Punta di tachions (1 141 m), avec deux affluents :
  - le ruisseau de Purcareccia (rg) 2,3 km sur les deux communes de Sari-d'Orcino et Lopigna, prenant source à la Punta Sant'Eliseo (1 271 m).
  - le ruisseau de Chiavatone (rd) 2,3 km sur la seule commune de Lopigna et prenant source à la Punta Peccuraglia (1 039 m).
- le ruisseau de Tavola ou ruisseau d'Eggia (rg) 5,5 km, sur Lopigna et Sari-d'Orcino avec deux affluents :
  - le ruisseau de San Marginu (rg), 1,3 km, sur Sari-d'Orcino.
  - le ruisseau de Ponticchiu (rg), 1,7 km, sur Lopigna.
- le ruisseau de Carga (rg), 3,4 km, sur Lopigna et Rosazia.
- -----   le ruisseau de Viglianese ou ruisseau de Mulinacclu (rd) 5,9 km, entièrement sur Rosazia avec un affluent :
  - le ruisseau de Scarpentate (rg) 3,3 km, entièrement sur Rosazia
- -----   le ruisseau d'Erbajolu (rd), 1,5 km, entièrement sur Rosazia.
- le ruisseau de Favale (rg), 1,5 km, entièrement sur Lopigna.

### Rang de Strahler
Le rang de Strahler est donc de trois.

## Aménagements et écologie
Les ouvrages remarquables sur le Cruzzini sont le pont d'Azzana et le pont de Bicciani.

### Écologie et ZNIEFF
La haute vallée du Cruzzini est dans une ZNIEFF de type I de 5 132 hectares, décrite depuis 1985 sur les quatre communes de Guagno Murzo Pastricciola, et Poggiolo, la ZNIEFF 940004229 - Forêts de Libiu, Guagnu et Pastriciola et milieux rupestres de Guagnu.

## Étymologie
L'origine du mot Cruzzini, dont lequel le radical est croix, pourrait provenir du croisement de grands chemins de circulation et de transhumance entre la Cinarca et Vivario et d'autre part entre les Deux-Sorru et la vallée de la Gravona.